# Hermanas Misioneras de la Consolata
El Instituto de las Hermanas Misioneras de la Consolata (en italiano: Suore Missionarie della Consolata) es una congregación religiosa femenina de la Iglesia católica, fundada en 1910, por el sacerdote italiano José Allamano en Turín, con el ideal de propagar el mensaje cristiano en los pueblos africanos. Las religiosas miembros de esta congregación son conocidas como Hermanas Misioneras de la Consolata, o simplemente como Misioneras Consolatas, y posponen a sus nombres las siglas: M.C.

## Historia
El sacerdote italiano José Allamano, siendo rector del Santuario de la Consolata en Turín, decidió fundar un instituto misionero con el fin de propagar la fe cristiana en los pueblos donde no se conocía a Cristo, especialmente en África, así dio origen al Instituto Misiones Consolata en 1901. Para ayudarse en dicha fundación, recibió ayuda de las hermanas de la Caridad de Cottolengo, hasta que en 1909, tomó la decisión de fundar también un instituto misionero femenino, dando origen a las Hermanas Misioneras de la Consolata.
Con la ayuda del canónigo Giácomo Camisassa, José fundó la congregación el 29 de enero de 1910, al parecer acogiendo los deseos del papa Pío X. Las constituciones fueron aprobadas por el arzobispo de Turín, Agostino Richelmy, el 26 de mayo de 1913, convirtiéndose en una congregación de derecho diocesano. El primer grupo de misioneras partió para África ese mismo año.
Durante las dos Guerras Mundiales del siglo XX, las hermanas dejaron el apostolado misionero y se dedicaron a la enfermería en los hospitales militares italianos.
El 15 de mayo de 1930, la congregación recibió la aprobación pontificia, de parte del papa Pío XI, y puesta bajo la dirección de Propaganda Fide. La aprobación definitiva de las Constituciones la recibió el 29 de enero de 1960. La congregación ha contribuido al nacimiento de desarrollo de nuevas congregaciones femeninas autóctonas en África.
Las Hermanas Misioneras de la Consolata, junto a los Misioneros de la Consolata y a los Laicos Misioneros de la Consolata, forman la llamada Familia Consolata, de aquellos institutos que fueron fundados por José Allamano.

## Actividades y presencias
Desde sus orígenes, salvo el momento de guerra, las hermanas se han dedicado al apostolado misionario, especialmente en medio de aquellos que aún no han recibido el mensaje del Evangelio cristiano. Desempeñando su labor a través de escuelas, orfanatos, hospitales y otras obras asistenciales.
En 2011, la congregación contaba con unas 746 misioneras y 121 casas, presentes en Argentina, Brasil, Bolivia, Colombia, Yibuti, España, Estados Unidos, Etiopía, Guinea Bissau, Italia, Kenia, Liberia, Libia, Mongolia, Mozambique, Portugal, Reino Unido, Somalia, Suiza, Tanzania y Venezuela. La curia general se encuentra en Nepi, provincia de Viterbo (Italia) y su actual superiora general es Simona Brambilla.